# Antronicippe serrata
Antronicippe serrata is een vlokreeftensoort uit de familie van de Pardaliscidae. De wetenschappelijke naam van de soort is voor het eerst geldig gepubliceerd in 1990 door Stock & Illife.